# Torneo InterLigas 2010
El Torneo InterLigas del 2010 fue la primera edición de la competencia internacional entre equipos argentinos y brasileros disputada en medio de la temporada de ambas. Del mismo participaron los mejores cuatro equipos de ambas competencias nacionales. El certamen tenía como finalidad dar rodaje a los equipos que avanzaban de manera directa a cuartos de final en sus ligas, ya que entre el final de la temporada regular y los encuentros de play-offs tenían mucho tiempo sin disputar partidos oficiales.
Peñarol de Mar del Plata fue el campeón al vencer al Brasília en condición de local.

## Modo de disputa y sedes
Los ocho equipos clasificados se dividieron en dos grupos (A y B), jugados uno en Argentina y otro en Brasil en una sede fija. Los equipos se enfrentaron todos contra todos en su grupo y los mejores de cada grupo avanzaron a la final, la cual se disputó a partido único.
En principio, el Ginásio Nilson Nelson iba a ser la sede del Grupo A, sin embargo, por pedido de los equipos argentinos se cambió por el Ginásio ASCEB, ya que según ambos equipos, el primero contaba con un suelo "de goma y muy peligroso para la integridad física de los jugadores".
| Brasilia                                     |
| -------------------------------------------- |
| Ginásio ASCEB                                |
| 15°50′04″S 47°59′59″O / -15.83444, -47.99972 |
| Capacidad: 3050                              |
|                                              |

| Mar del Plata                                |
| -------------------------------------------- |
| Polideportivo Islas Malvinas                 |
| 38°01′04″S 57°34′28″O / -38.01778, -57.57444 |
| Capacidad: 8000                              |
|                                              |

## Equipos
| LNB 2009/10 | NBB 2009/10 |
| ----------- | ----------- |
| Peñarol     | Brasília    |
| Atenas      | Flamengo    |
| Sionista    | Minas TC    |
| Libertad    | Franca BC   |

## Fase de grupos

### Grupo A
El grupo A sufrió una modificación en su modo de disputa por problemas que tuvo la sede. En lugar de jugarse todos contra todos, se disputó en eliminatorias directas.
|  | Semifinales    | Semifinales |    |            | Final        | Final |  |
|  |                |             |    |            |              |       |  |
|  |                |             |    |            |              |       |  |
|  | 6 - 7 de abril |             |    |            |              |       |  |
|  | Flamengo       | 89          |    |            |              |       |  |
|  | Sionista       | 91          |    |            |              |       |  |
|  |                |             |    |            |              |       |  |
|  |                |             |    |            | 8 de abril   |       |  |
|  |                |             |    |            | Brasília     | 102   |  |
|  |                | Sionista    | 93 |            |              |       |  |
|  |                |             |    |            |              |       |  |
|  |                |             |    |            |              |       |  |
|  |                |             |    |            | Tercer lugar |       |  |
|  | 7 de abril     | 7 de abril  |    | 8 de abril | 8 de abril   |       |  |
|  | Brasília       | 102         |    | Flamengo   | 89           |       |  |
|  | Libertad       | 81          |    |            | Libertad     | 68    |  |

Los horarios corresponde al huso horario de Brasilia, UTC –3:00.
| 6 de abril, 19:00 - 7 de abril | Flamengo                                      | 89–91       | Sionista                 | Brasilia                |  |
|                                | Parciales: 27 - 21, 23 - 17, 17 - 27, 22 - 26 |             |                          |                         |  |
|                                | Estadísticas Marcelinho 24                    | Reporte Pts | Estadísticas 16 Fioretti | Pabellón: Ginásio ASCEB |  |

| 7 de abril | Brasília                                     | 102–81      | Libertad                      | Brasilia                |  |
|            | Parciales: 32 - 31, 20 - 17, 31 - 24, 19 - 9 |             |                               |                         |  |
|            | Estadísticas Guilherme 45                    | Reporte Pts | Estadísticas 23 Gregory Lewis | Pabellón: Ginásio ASCEB |  |

| 8 de abril, 20:00 | Flamengo                                     | 89–68       | Libertad                      | Brasilia                |  |
|                   | Parciales: 19 - 18, 21 - 9, 18 - 23, 31 - 16 |             |                               |                         |  |
|                   | Estadísticas Jefferson 19                    | Reporte Pts | Estadísticas 27 Gregory Lewis | Pabellón: Ginásio ASCEB |  |

| 8 de abril, 22:00 | Brasília                                      | 102–93      | Sionista                            | Brasilia                                                 |  |
|                   | Parciales: 21 - 32, 27 - 27, 29 - 18, 25 - 16 |             |                                     |                                                          |  |
|                   | Estadísticas Alex 33                          | Reporte Pts | Estadísticas 14 Cequeira y Robinson | Pabellón: Ginásio ASCEB Árbitros: Maranho Benito Lobosco |  |

### Grupo B
| Pos. | Equipo      | Pts | PJ | PG | PP | PF  | PC  | Dif |
| ---- | ----------- | --- | -- | -- | -- | --- | --- | --- |
| 1.   | Peñarol     | 6   | 3  | 3  | 0  | 249 | 212 | +37 |
| 2.   | Franca BC   | 4   | 3  | 1  | 2  | 254 | 256 | -2  |
| 3.   | Minas Tenis | 4   | 3  | 1  | 2  | 256 | 270 | -14 |
| 4.   | Atenas      | 4   | 3  | 1  | 2  | 236 | 257 | -21 |

|  | Clasificado a la final. |

Los horarios corresponde al huso horario de Mar del Plata, UTC –3:00.
| 9 de abril, 20:00 | Atenas                                        | 76–94       | Franca BC               | Mar del Plata                                                                                    |  |
|                   | Parciales: 23 - 20, 20 - 28, 20 - 24, 16 - 22 |             |                         |                                                                                                  |  |
|                   | Estadísticas Cantero 19                       | Reporte Pts | Estadísticas 19 Helinho | Pabellón: Polideportivo Islas Malvinas Árbitros: Fernando Sampietro Juan Fernández Fabricio Vito |  |

| 9 de abril, 22:00 | Peñarol                                      | 87–75       | Pitágoras Minas TC       | Mar del Plata                                                                            |  |
|                   | Parciales: 20 - 19, 18 - 9, 24 - 19, 25 - 27 |             |                          |                                                                                          |  |
|                   | Estadísticas Rodríguez 27                    | Reporte Pts | Estadísticas 19 Jeffries | Pabellón: Polideportivo Islas Malvinas Árbitros: Daniel Rodrigo Roberto Smith Mario Aluz |  |

| 10 de abril, 20:00 | Franca BC                                     | 87–92       | Pitágoras Minas TC                 | Mar del Plata                          |  |
|                    | Parciales: 20 - 24, 21 - 15, 20 - 27, 26 - 26 |             |                                    |                                        |  |
|                    | Estadísticas Helinho 19                       | Reporte Pts | Estadísticas 16 Sucatzky y Leandro | Pabellón: Polideportivo Islas Malvinas |  |

| 10 de abril, 22:00 | Peñarol                                      | 74–64       | Atenas                 | Mar del Plata                          |  |
|                    | Parciales: 13 - 8, 15 - 18, 29 - 19, 15 - 19 |             |                        |                                        |  |
|                    | Estadísticas Gutiérrez 17                    | Reporte Pts | Estadísticas 22 Romero | Pabellón: Polideportivo Islas Malvinas |  |

| 11 de abril, 20:00 | Atenas                                        | 96–89       | Pitágoras Minas TC       | Mar del Plata                          |  |
|                    | Parciales: ?? - ??, ?? - ??, ?? - ??, ?? - ?? |             |                          |                                        |  |
|                    | Estadísticas Romero 25                        | Reporte Pts | Estadísticas 18 Sucatzky | Pabellón: Polideportivo Islas Malvinas |  |

| 11 de abril, 22:00 | Peñarol                                       | 88–73       | Franca                  | Mar del Plata                          |  |
|                    | Parciales: 19 - 26, 22 - 15, 25 - 20, 22 - 12 |             |                         |                                        |  |
|                    | Estadísticas Rodríguez 22                     | Reporte Pts | Estadísticas 22 Helinho | Pabellón: Polideportivo Islas Malvinas |  |

## Final
| 9 de abril, 20:00 | Peñarol                                       | 90–78       | Brasília                    | Mar del Plata                                                                              |  |
|                   | Parciales: 25 - 16, 27 - 16, 18 - 24, 20 - 22 |             |                             |                                                                                            |  |
|                   | Estadísticas Guitérrez 21                     | Reporte Pts | Estadísticas 21 Alex García | Pabellón: Polideportivo Islas Malvinas Árbitros: Héctor Uslenghi Pablo Sosa Adrián Vázquez |  |

Peñarol

Campeón

Primer título

## Plantel campeón
| Jugador                   |
| ------------------------- |
| Pablo Sebastián Rodríguez |
| Kyle Lamonte              |
| Marcos Mata               |
| Leonardo Gutiérrez        |
| Martín Leiva              |
| Facundo Campazzo          |
| Alejandro Diez            |
| Sebastián Vega            |
| Alejandro Reinick         |

Entrenador:  Sergio Santos Hernández